# Еммеріх Нагі
Еммеріх Нагі (нім. Emmerich Nagy; 15 вересня 1882, Ферндорф — 17 вересня 1965, Клагенфурт-ам-Вертерзе) — австрійський і німецький офіцер, генерал гірсько-піхотних військ вермахту. 

## Біографія
В 1904 році поступив на службу в австро-угорську армію. Учасник Першої світової війни. За бойові заслуги відзначений численними нагородами. Після війни продовжив службу в австрійській армії. В 1932 році вступив у НСДАП. В кінці 1935 року був змушений вийти у відставку через свою пронацистську позицію. 
Після аншлюсу вступив у вермахт і отримав компенсацію в розмірі 5600 райхсмарок за участь у «боротьбі за встановлення нацизму в Австрії». В 1938 році був військовим експертом на процесі у справі офіцерів колишнього австрійського 59-го піхотного полку, які брали участь у придушенні путчу СА. На початку Другої світової війни призначений комендантом Клагенфурта. З кінця 1939 до початку 1941 року — командир 538-ї дивізії особливого призначення. До середини 1941 року — заступник командувача 18-го військового округу., потім служив у штабі гірського корпусу «Норвегія». З 1 травня по 1 листопада 1942 року — командир 71-го командування особливого призначення. Був активним членом «Комісії Муффа», яка оцінювала політичну придатність німецьких генералів. 31 січня 1943 року звільнений у відставку.
В 1945 році потрапив у полон і був включений австрійською владою у список воєнних злочинців, проте в 1948 році судовий процес припинили у зв'язку з хворобою Нагі. Після звільнення до 1955 року був функціонером СДПА з відновлення австрійської армії. 

## Сім'я
Був двічі одружений.

## Звання
- Генерал-майор (1 лютого 1939)
- Генерал-лейтенант (1 червня 1939)
- Генерал піхоти (1 серпня 1942)
- Генерал гірсько-піхотних військ (18 грудня 1942)

## Нагороди
- Ювілейний хрест (1908)
- Пам'ятний хрест 1912/13
- Бронзова і срібна медаль «За військові заслуги» (Австро-Угорщина)
- Хрест «За військові заслуги» (Австро-Угорщина) 3-го класу з військовою відзнакою і мечами
- Почесний знак Австрійського Червоного Хреста 2-го класу з військовою відзнакою і мечами
- Орден Залізної Корони 3-го класу з військовою відзнакою і мечами
- Військовий Хрест Карла
- Залізний хрест 2-го класу
- Пам'ятна військова медаль (Австрія) з мечами
- Хрест «За вислугу років» (Австрія) 2-го класу для офіцерів (25 років)
- Почесний хрест ветерана війни з мечами
- Медаль «За вислугу років у Вермахті» 4-го, 3-го, 2-го і 1-го класу (25 років)
- Застібка до Залізного хреста 2-го класу
- Залізний хрест 1-го класу
- Медаль «За вислугу років у НСДАП» в бронзі (10 років)